# Mířkov
Mířkov település Csehországban, a Domažlicei járásban. Mířkov Mezholezy u Horšovského Týna, Staré Sedlo, Vidice, Horšovský Týn és Semněvice településekkel határos. Lakosainak száma 325 fő (2024. január 1.).

## Népesség
A település lakosságának változását az alábbi diagram mutatja:
| Lakosok száma | 612  | 560  | 673  | 351  | 273  | 316  | 278  | 295  | 304  | 325  |
|               | 1869 | 1890 | 1921 | 1950 | 1980 | 2001 | 2017 | 2019 | 2022 | 2024 |